# Tom Aldredge
Thomas Ernest „Tom“ Aldredge (* 28. Februar 1928 in Dayton, Ohio; † 22. Juli 2011 in Tampa, Florida) war ein US-amerikanischer Schauspieler.

## Leben
Tom Aldredge geboren und aufgewachsen in Dayton als Sohn von Lucienne Juliet (geborene Marcillat) und dem Offizier in der United States Army W. J. Aldredge auf. Seit 1963 arbeitete er als Filmschauspieler, wirkte aber auch in Fernsehserien mit. 1978 erhielt er für seine Mitwirkung in Henry Winkler meets Shakespeare einen Emmy Award. Am Broadway trat er in nahezu dreißig Bühnenproduktionen auf und war in den Jahren 1972, 1975, 1981, 1994 und 2004 für einen Tony Award nominiert.
Aldredge war seit 1953 mit der Kostümdesignerin Theoni V. Aldredge (1932–2011) verheiratet. Er starb im Alter von 83 Jahren an den Folgen von Lymphdrüsenkrebs in einem Hospiz in Tampa, Florida.

## Filmografie (Auswahl)
- 1961: The Seasons of Youth
- 1963: Auch die Kleinen wollen nach oben (The Mouse on the Moon)
- 1968: Der Frauenmörder von Boston (The Boston Strangler)
- 1969: Liebe niemals einen Fremden (The Rain People)
- 1972: Ein Draht im Kopf (The Happiness Cage) – auch Dialogregisseur
- 1981: Ein Werwolf beißt sich durch (Full Moon High)
- 1987: Das Wunder in der 8. Straße (Miracle on 8th Street)
- 1989: Brenda Starr
- 1989: Zweites Glück (See You in the Morning)
- 1991: Was ist mit Bob? (What about Bob?)
- 1991: Das Geld anderer Leute (Other People’s Money)
- 1993: Die Abenteuer von Huck Finn (The Adventures of Huck Finn)
- 1996: Passion (Fernsehfilm)
- 1997: Lawn Dogs – Heimliche Freunde (Lawn Dogs)
- 1998: Rounders
- 1999: Message in a Bottle – Der Beginn einer großen Liebe (Message in a Bottle)
- 2000–2007: Die Sopranos (Fernsehserie, 23 Episoden)
- 2001: Camouflage
- 2003: Unterwegs nach Cold Mountain (Cold Mountain)
- 2003: Ein (un)möglicher Härtefall (Intolerable Cruelty)
- 2006: Blitzlichtgewitter (Delirious)
- 2007: Die Ermordung des Jesse James durch den Feigling Robert Ford (The Assassination of Jesse James by the Coward Robert Ford)
- 2007–2010: Damages – Im Netz der Macht (Fernsehserie, zwölf Episoden)
- 2008: Memories to Go – Vergeben... und vergessen! (Diminished Capacity)
- 2008: My Sassy Girl – Unverschämt liebenswert (My Sassy Girl)
- 2009: Taking Chance
- 2010: A Magic Helmet
- 2010: Boardwalk Empire (Fernsehserie, fünf Episoden)